# Nishimura Eiichi (Politiker, 1897)
Nishimura Eiichi (japanisch 西村 英一; geboren 28. August 1897 im Landkreis Higashi-Kunisaki der Präfektur Ōita; gestorben 15. September 1987) war ein japanischer Politiker.

## Leben und Wirken
Nishimura Eiichi machte 1924 seinen Abschluss an der  Universität Tōhoku im Fach Elektrotechnik. Anschließend begann er eine Arbeit im Eisenbahnministerium (鉄道省, Tetsudō-shō).
Nach dem Zweiten Weltkrieg wurde Nishimura 1949 vom Direktor des Elektrizitätsbüros der Eisenbahnabteilung  (鉄道総局電気局) des Verkehrsministeriums (運輸省). Er wurde 1949 im 2. Wahlkreis Ōita zum Mitglied des Repräsentantenhauses des Parlaments gewählt und danach zehn Mal wiedergewählt. Er hat viermal als Kabinettsminister gearbeitet, darunter als 1973 bis 1974 als Staatsminister im Kabinett Tanaka II, 1976 bis 1977 als Leiter der Behörde für Verwaltungsaufsicht im Kabinett Fukuda. Er war auch Gesundheitsminister (Kabinett Ikeda II) und mehrfach Bauminister (Kabinette Satō I–III). Als erfahrener Kabinettsminister spielte die Rolle eines „Meinungswächters“, der offen die Beschwerden der Satō-Faktion (später Tanaka-Faktion) im beginnenden Kaku-Fuku-Krieg vorbrachte.
Als Premierminister Tanaka 1972 zurücktrat, wirkte Nishimura als Vorsitzender der „Nanokakai“ (七日会) an der formalen Spitze der Tanaka-Faktion; Tanaka selbst war darin „höchster Berater“ (saikō komon). 1978 wurde er Parteivizepräsident. Er wurde bei der Repräsentantenhauswahl im Juni 1980 (damals Doppelwahlen/Parlamentswahlen zu beiden Kammern gleichzeitig) nicht wiedergewählt. Nach der regulären Wiederwahl von Suzuki Zenkō als Parteivorsitzender im November 1980 trat Nishimura als Vize zurück. Im September 1983 zog er sich aus der Politik zurück. 
Nishimura wurde 1968 mit dem Orden des Heiligen Schatzes Erste Klasse und 1973 mit dem Orden der Aufgehenden Sonne Erste Klasse ausgezeichnet. Er war für seinen sparsamen Lebensstil bekannt.